# ولیکی دول، کرشکو
ولیکی دول، کرشکو (اسلوونیایی: Veliki Dol, Krško) یک زیستگاه انسانی در اسلوونی است که دراستیریای سفلی واقع شده‌است.

## خصوصیات
ولیکی دول ۲٫۷۷ کیلومترمربع مساحت و ۱۴۰ نفر جمعیت دارد و ۲۷۴٫۹ متر بالاتر از سطح دریا واقع شده‌است.